# Alfonso Chase
Alfonso Chase Brenes (Cartago, 19 de octubre de 1944) es un poeta y ensayista costarricense. Es Premio Nacional de Cultura Magón,1999.

## Biografía
Alfonso Chase Brenes nació en Cartago, el 19 de octubre de 1944. Es descendiente de familia norteamericana de origen hebrea. Cursó sus estudios primarios en una escuela de su ciudad natal y los secundarios en San José, en el Liceo del Sur. Realizó algunos estudios  informales en México y Estados Unidos pero nunca obtuvo ningún título formal en universidad alguna. Toda su formación  intelectual, cultural  y literaria, es autodidáctica.
A través de sus innumerables cargos que ha desempeñado en diversas instituciones culturales y educativas del país, se encuentran, entre otras: profesor de talleres literarios en la Universidad Nacional, asesor en la Vicerrectoría de Extensión, investigador en la Escuela de Literatura y Ciencias del Lenguaje, Director de Extensión del Centro de Estudios Generales y otros cargos en dicha Universidad donde, por sus múltiples publicaciones y cargos ocupados en la educación superior se le concedió el título de Catedrático en 1989.
Toda su vida ha girado alrededor de la cultura oficial del país. Ha ocupado puestos de diversa naturaleza en casi todas las instituciones de Costa Rica: Editorial Costa Rica, Asociación de Autores, Ministerio de Cultura Juventud y Deportes, en donde actualmente ocupa la Dirección Nacional de Cultura, puesto al que recientemente renunció, y además ha ganado casi todos los premios que este país ha otorgado en diversas ramas del acontecer literario: Premio Magón, Aquileo Echeverría de cuento, poesía y novela, etc.
También, ha ejercido en medios de prensa escrita, como «La Prensa Libre», la crítica de artes visuales. Y es miembro del capítulo costarricense de la Asociación Internacional de Críticos de Arte.

## Premios
Alfonso Chase ha recibido numerosos reconocimientos entre ellos  el Premio Magón (máximo reconocimiento de la cultura en Costa Rica), además, obtuvo el premio nacional de poesía en 1967 y 1995, el premio nacional de novela en 1968, el premio nacional de cuento en 1975 y el premio Carmen Lyra de literatura juvenil en 1978.
Ha sido profesor en universidades de Estados Unidos y jurados en los principales premios literarios del continente americano.

## Obras

### Novelas
- Los juegos furtivos: 1967
- Las puertas de la noche: 1974
- El pavo real y la mariposa: 1996

### Cuentos
- Mirar con inocencia: 1975
- Ella usaba bikini: 1991
- Historias de las tierras del Tigre de Agua y el Colibrí de fuego: 1992
- El hombre que se quedó adentro del sueño: 1994. (Por error de la editorial aparece  como novela)
- Fábula  de fábulas: 1979
- Cara de santo: 1999
- Un milagro para súper ratón

### Poesía
- Los reinos de mi mundo: 1966
- Árbol del tiempo: 1967
- Cuerpos: 1972
- El libro de la Patria: 1975
- Los pies sobre la tierra: 1978
- El tigre luminoso: 1983
- Las armas de la luz: 1985
- Cultivo una rosa blanca: 1988
- Entre el ojo y la noche: 1991
- Jardines de asfalto: 1995
- Cuaderno de vida: 2015
- Secretos perfectos: 2016
- Música Solar: 2017
- Piélagos: 2017
- Cánticas de escarnio: 2018
- Libro de los Esplendores: 2019
- Rendición de cuentas: 2022